# Guerriglia nei Paesi baltici
Le operazioni di guerriglia nei paesi baltici riguardarono il movimento di resistenza dei Fratelli della foresta in lotta contro le autorità sovietiche tra il 1940 e la metà degli anni '50. Quando i nazisti si ritirarono verso ovest, l'Armata Rossa avanzò nei territori baltici nel 1944, momento in cui si riaccesero le ostilità tra le popolazioni locali, filo-indipendentiste, e i nuovi occupanti.

## Coinvolgimento della popolazione locale

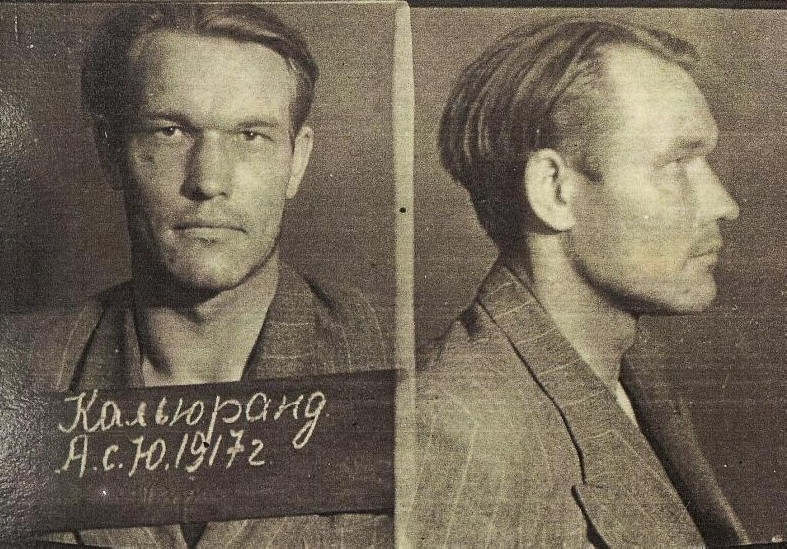
Foto segnaletica di Ants Kaljurand, un famoso combattente della resistenza estone dei Fratelli della foresta, scattata in Unione Sovietica qualche tempo prima della sua morte nel 1951

Dal 1945 al 1956, secondo Mart Laar, circa 150 000 baltici (30 000 estoni, 40 000 lettoni e 80 000 lituani) furono coinvolti nel movimento nazionale di resistenza partigiana, sia attivamente che passivamente. La storiografia fornisce cifre variegate, a testimonianza di come ci sia ancora oggi incertezza sul numero effettivo dei combattimenti e/o dei simpatizzanti. Gli scontri proseguirono fino al 1956, quando la superiorità dell'esercito sovietico indusse i baltici ad adottare altre forme di resistenza, principalmente non violenta. Il movimento di guerriglia negli Stati baltici del dopoguerra divenne al suo apice di dimensioni grosso modo simili a quelle dei Viet Cong nel Vietnam del Sud.